# Echinopsis chiloensis
Echinopsis chiloensis är en kaktusväxtart som först beskrevs av Luigi Aloysius Colla, och fick sitt nu gällande namn av H. Friedrich och Gordon Douglas Rowley. Echinopsis chiloensis ingår i släktet Echinopsis och familjen kaktusväxter.

## Underarter
Arten delas in i följande underarter:
- E. c. chiloensis
- E. c. litoralis
- E. c. skottsbergii

## Bildgalleri

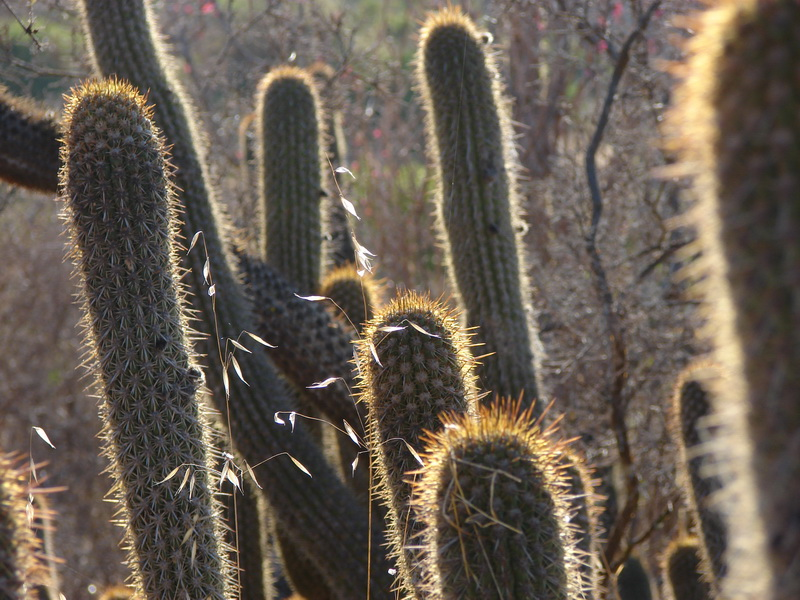
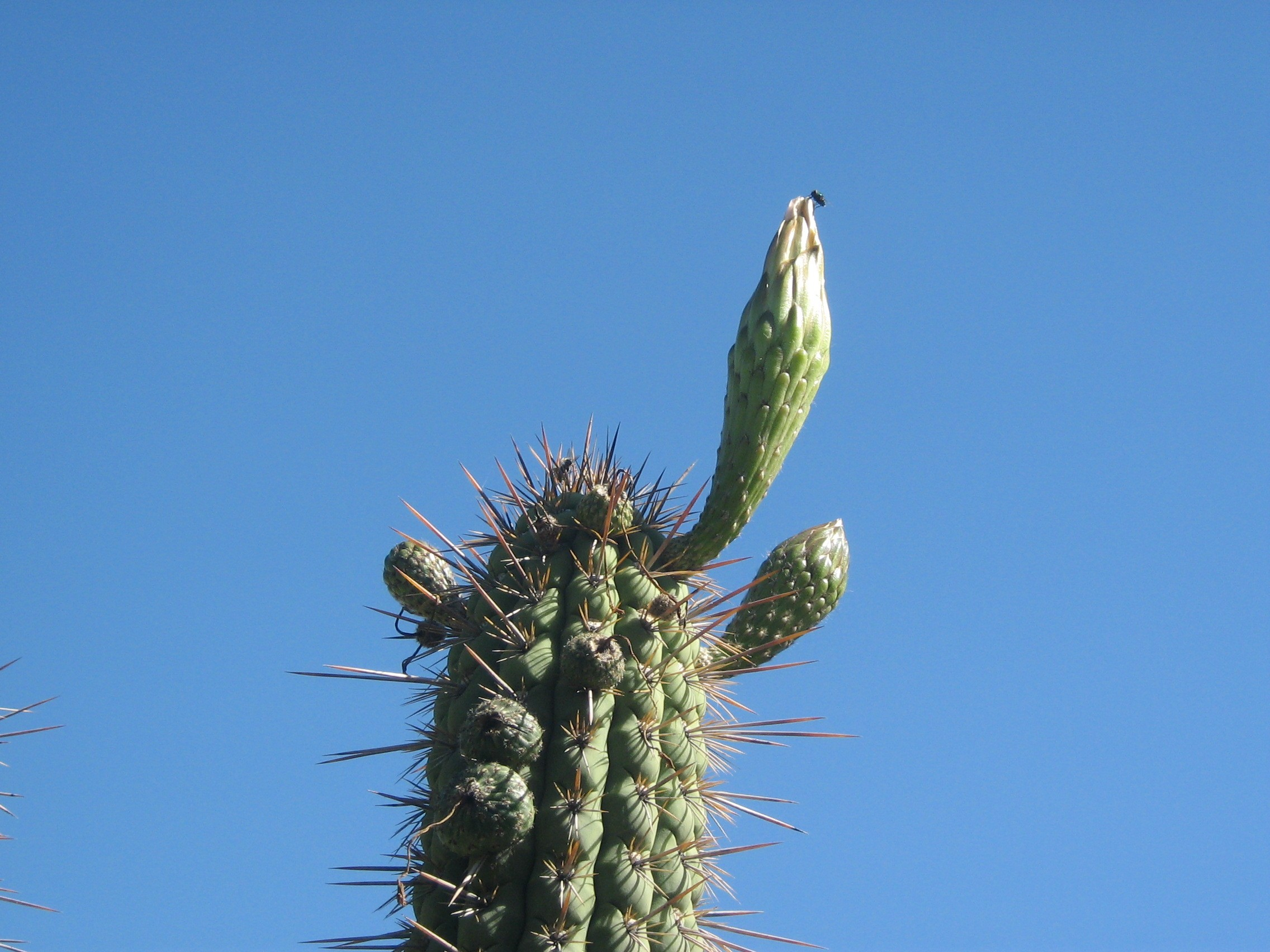
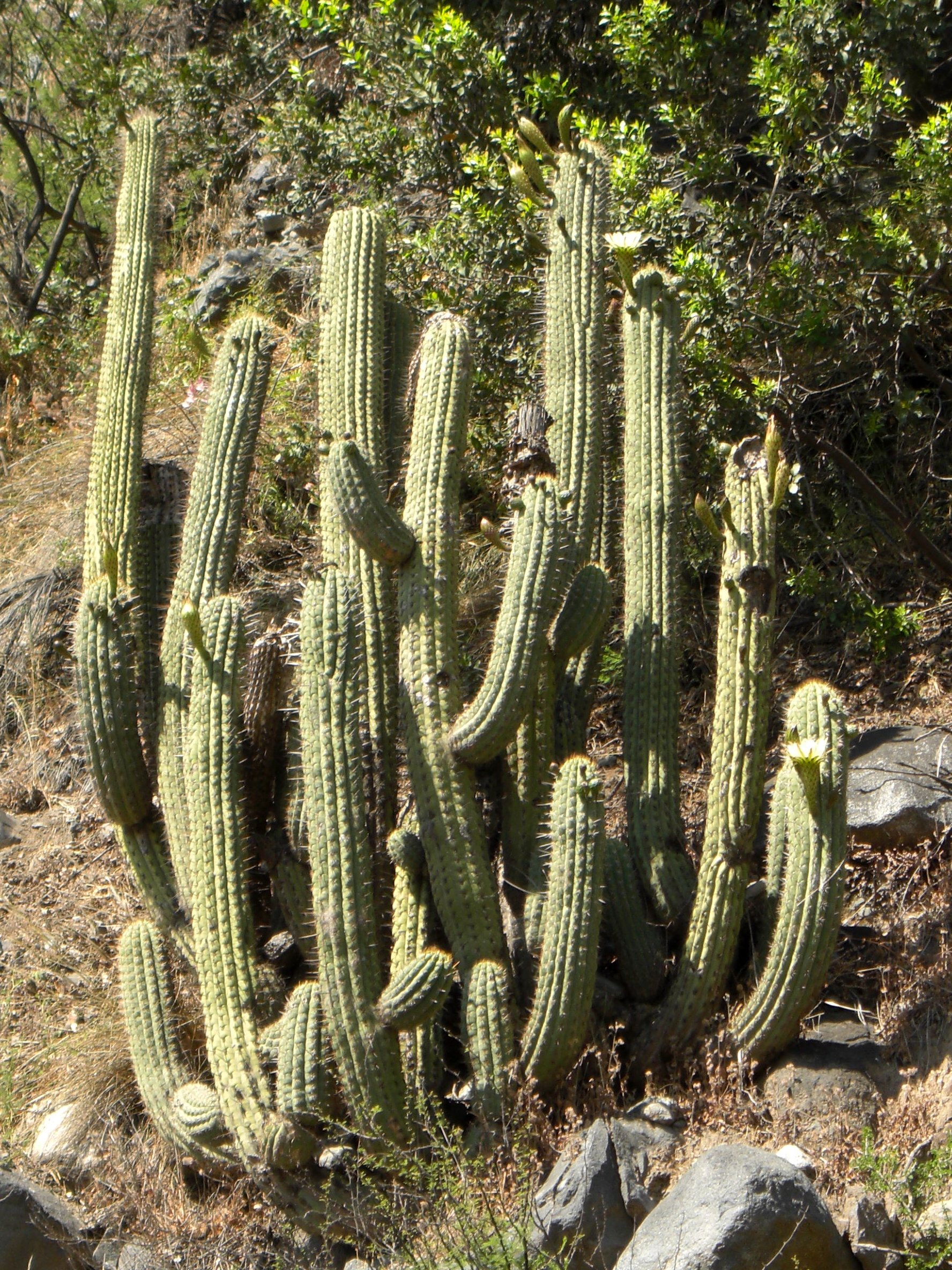
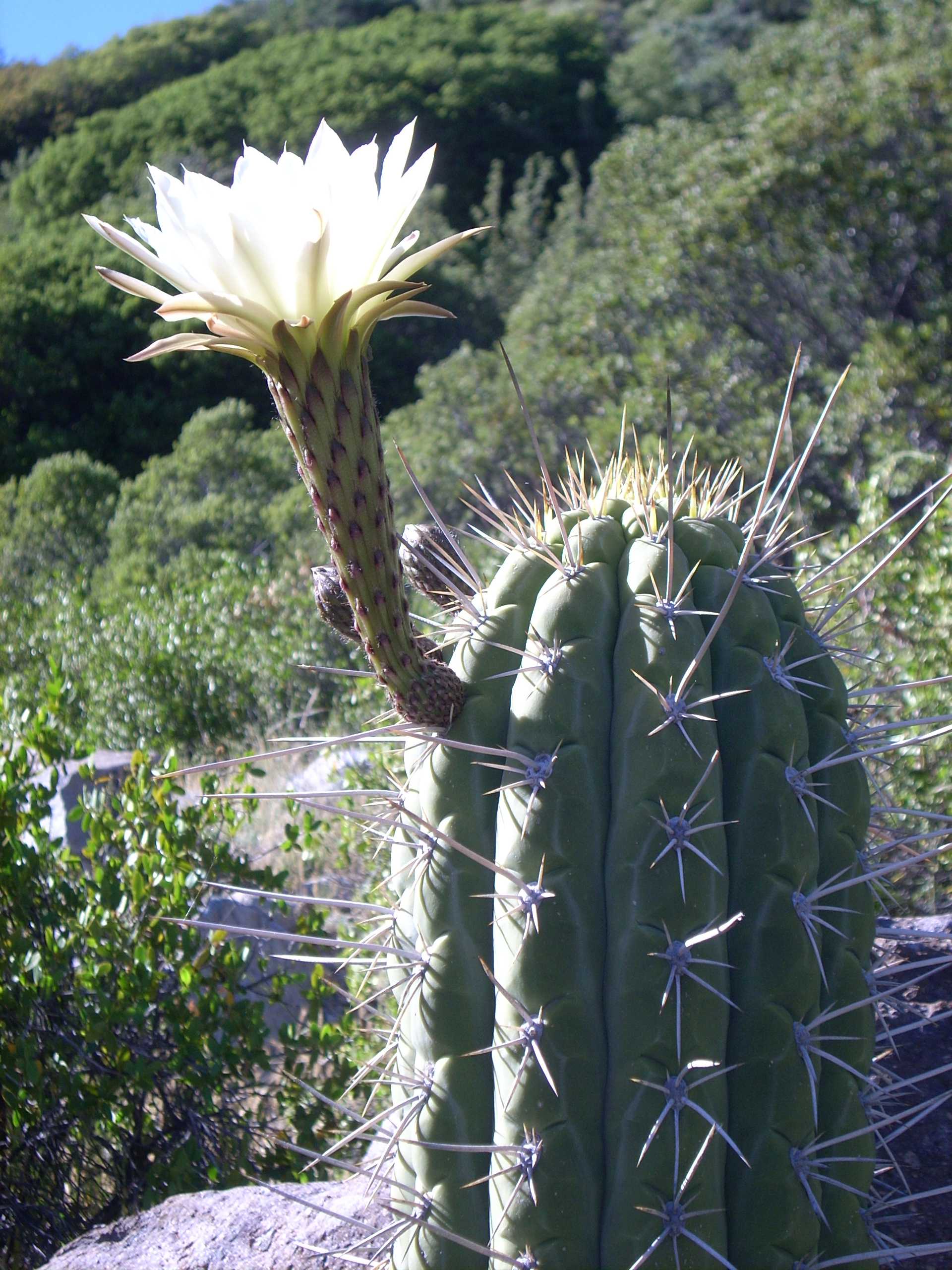
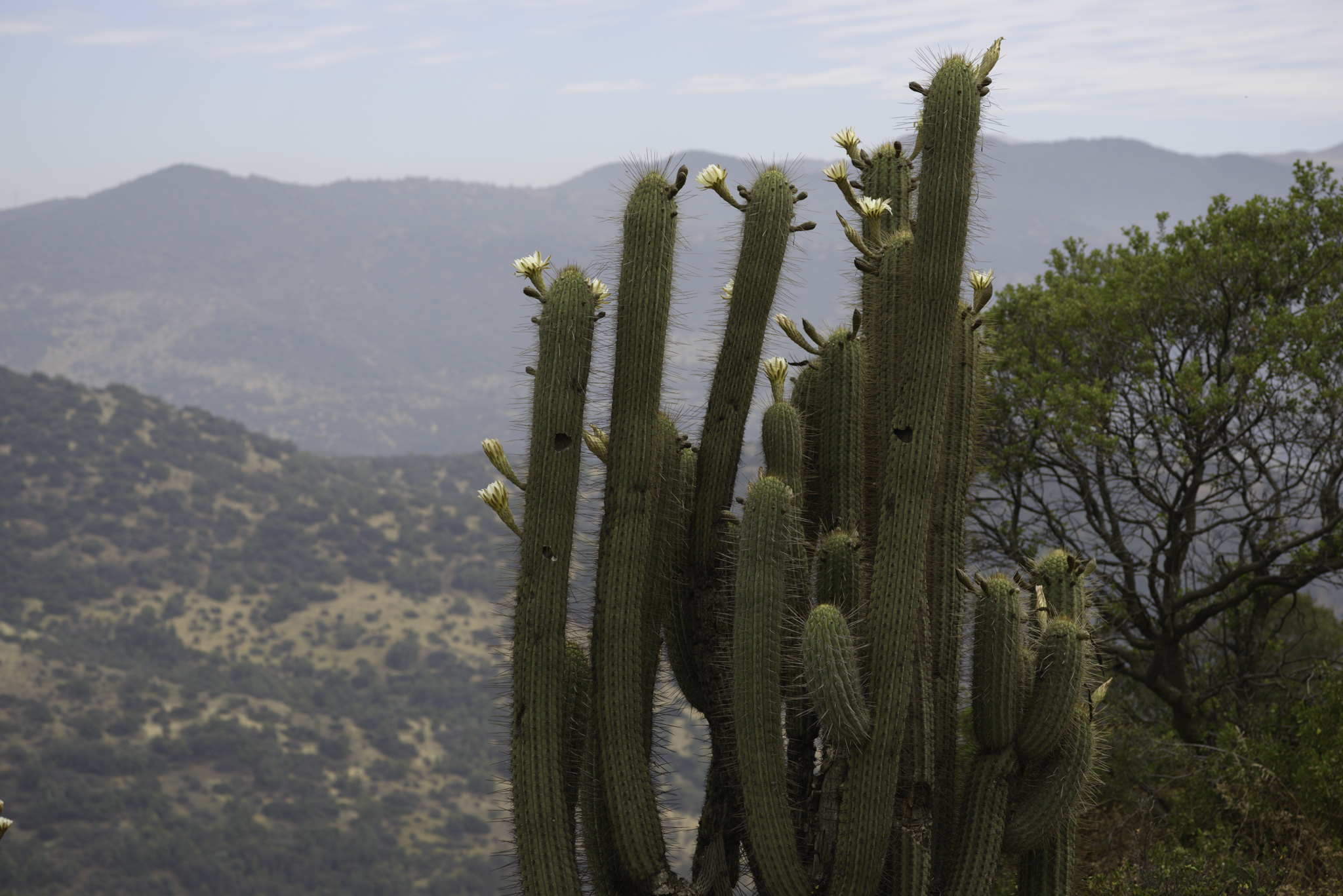
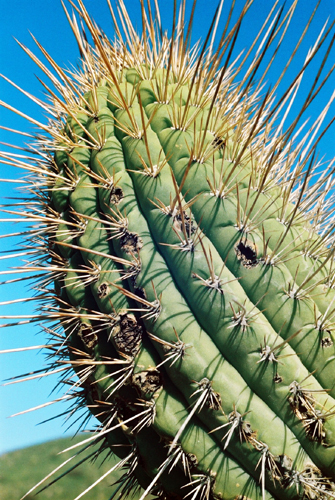